# La agricultura nabatea
La agricultura nabatea (en árabe: كتاب الفلاحة النبطية‎, romanizado: Kitāb al-Filāḥa al-Nabaṭiyya) es un texto del siglo X sobre agronomía compilado por Ibn Wahshiyya de Qussīn en el actual Irak. Contiene información sobre plantas y agricultura, así como sobre magia y astrología. Fue citado con frecuencia por escritores árabes posteriores sobre estos temas.
La agricultura nabatea es el primer libro de agricultura escrito en árabe y el más influyente. Ibn Wahshiyya decía haber traducido un texto mesopotámico de 20 000 años de antigüedad. Aunque algunas dudas quedan, los historiadores modernos creen que el trabajo pudo haber sido traducido de un texto sirio original del siglo V o VI d. C. Pero lo que en cualquier caso está claro es que el trabajo se basó en textos dedicados a la agricultura griegos y latinos, ampliados con material local.
La obra consta de unas 1500 páginas manuscritas, principalmente relacionadas con la agricultura, pero que también contienen largas discusiones acerca de religión, filosofía, magia, astrología y folclore. Algunos de los materiales agrícolas más valiosos son los relacionados con los viñedos, la arboricultura, el riego y la ciencia del suelo. Esta información agrícola fue bien conocida en todo el mundo árabe-islámico desde Yemen hasta España.
El material no agrícola en La agricultura nabatea pinta un cuadro vívido de la vida rural en el Iraq del siglo X. Describe una religión pagana con conexiones con antiguas creencias mesopotámicas, mezcladas con influencias helenas. Parte de este material no agrícola fue citado por el mago andalusí y alquimista Maslama al-Qurtubi (muerto en 964) en su Ghayat al-Hakim (El objetivo del sabio o Libro de Picatrix), mientras otras partes fueron discutidas por el filósofo judío Maimonides en su Guía de los Perplejos (c. 1190).
El orientalista francés Étienne Quatremère presentó el trabajo a la comunidad académica europea en 1835. La mayoría de los estudiosos del siglo XIX lo descartaron como una falsificación, pero desde la década de 1960 en adelante, varios investigadores han mostrado un mayor interés por su autenticidad e impacto.

## Antecedentes
El término nabateo se refiere a dos grupos diferentes de personas: los árabes del reino nabateo en Petra y los nabateos no árabes de Irak. Los dos grupos probablemente no estaban relacionados. La agricultura nabatea trata sobre los nabateos de Irak, que eran los habitantes indígenas de Mesopotamia antes de las conquistas islámicas. Están estrechamente asociados y, a veces, identificados con otros pueblos mesopotámicos como los asirios, babilonios y caldeos . Los nabateos del siglo X eran conocidos como agricultores y campesinos rurales. Escrito en un momento en que la antigua cultura mesopotámica estaba en peligro de desaparecer debido a las conquistas árabes, el trabajo de Ibn Wahshiyya puede interpretarse como parte del shu'ubiyya, un movimiento de árabes no musulmanes no que reafirman sus identidades locales. Desde este punto de vista, es un intento de celebrar y preservar la herencia de Mesopotamia.
La agricultura nabatea fue el primer libro escrito en árabe sobre agricultura, aunque fue precedido por varios libros sobre botánica y traducciones de obras extranjeras sobre agricultura.

## Composición

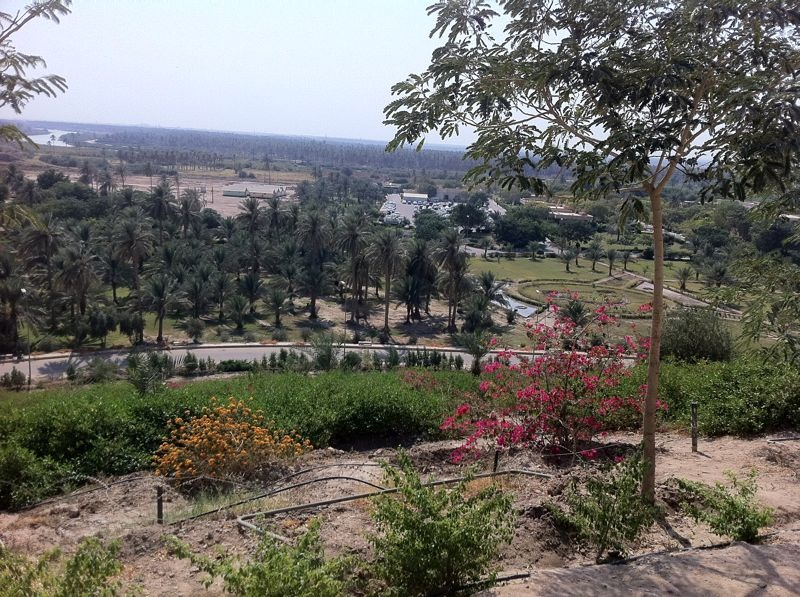
Huertos y palmeras en Babilonia, de Kufa

El trabajo pretende haber sido compilado por un hombre llamado Ibn Wahshiyya de Qussīn, una aldea cerca de Kufa en el actual Irak. Incluye un prefacio en el que da cuenta de su origen. Este prefacio afirma que encontró el libro en una colección de libros de los caldeos, y que el original era un rollo con 1500 hojas de pergamino. El original llevaba el título extenso (“Libro de Cultivo de la Tierra, Cuidado de Cereales, Hortalizas y Cultivos y su Protección”), que Ibn Wahshiyya abrevió como Libro de la Agricultura Nabatea . Ibn Wahshiyya afirmó que tradujo la obra de un "antiguo siríaco" (" al-Suryāniyya al-qadīma ") original, escrito c. 20.000 años atrás por los antiguos habitantes de Mesopotamia. En la época de Ibn Wahshiyya, se pensaba que el siríaco era el idioma primordial utilizado en el momento de la creación. En realidad, sin embargo, el siríaco es un dialecto del arameo oriental que solo surgió en el siglo I, aunque en el siglo IX se había convertido en portador de una rica literatura, que incluía muchas obras traducidas del griego. Ibn Wahshiyya dijo que tradujo el texto al árabe en 903/4, y luego dictó la traducción a su alumno Abu Talib al-Zayyat en 930/1. Estas fechas son probablemente exactas, porque Ibn al-Nadim enumera el libro en su Kitab al-Fihrist ("El catálogo de libros") de 987, lo que muestra que el libro estaba circulando en Irak a fines del siglo X.
Ibn Wahshiyya dijo que el libro fue el producto de tres hombres antiguos sabios Kasdanianos, de los cuales "uno de ellos lo comenzó, el segundo agregó otras cosas y el tercero lo completó". Estos tres compiladores se llamaron Saghrith, Yanbushad y Quthama.
La opinión de muchos expertos sobre la autenticidad de la agricultura Nabatea a cambiado con el tiempo.
Reconstruir las fuentes utilizadas en la primera etapa es difícil porque el autor las tradujo libremente, agregó su propio material y comentarios y utilizó informantes orales para complementar las fuentes escritas. Sin embargo, deben haber incluido una traducción siríaca o árabe del escritor del siglo IV Vindonius Anatolius . El autor también puede haber utilizado fuentes locales ajenas a la tradición grecorromana, como la perdida Rusticatio de Magón el cartaginés .

### Agricultura

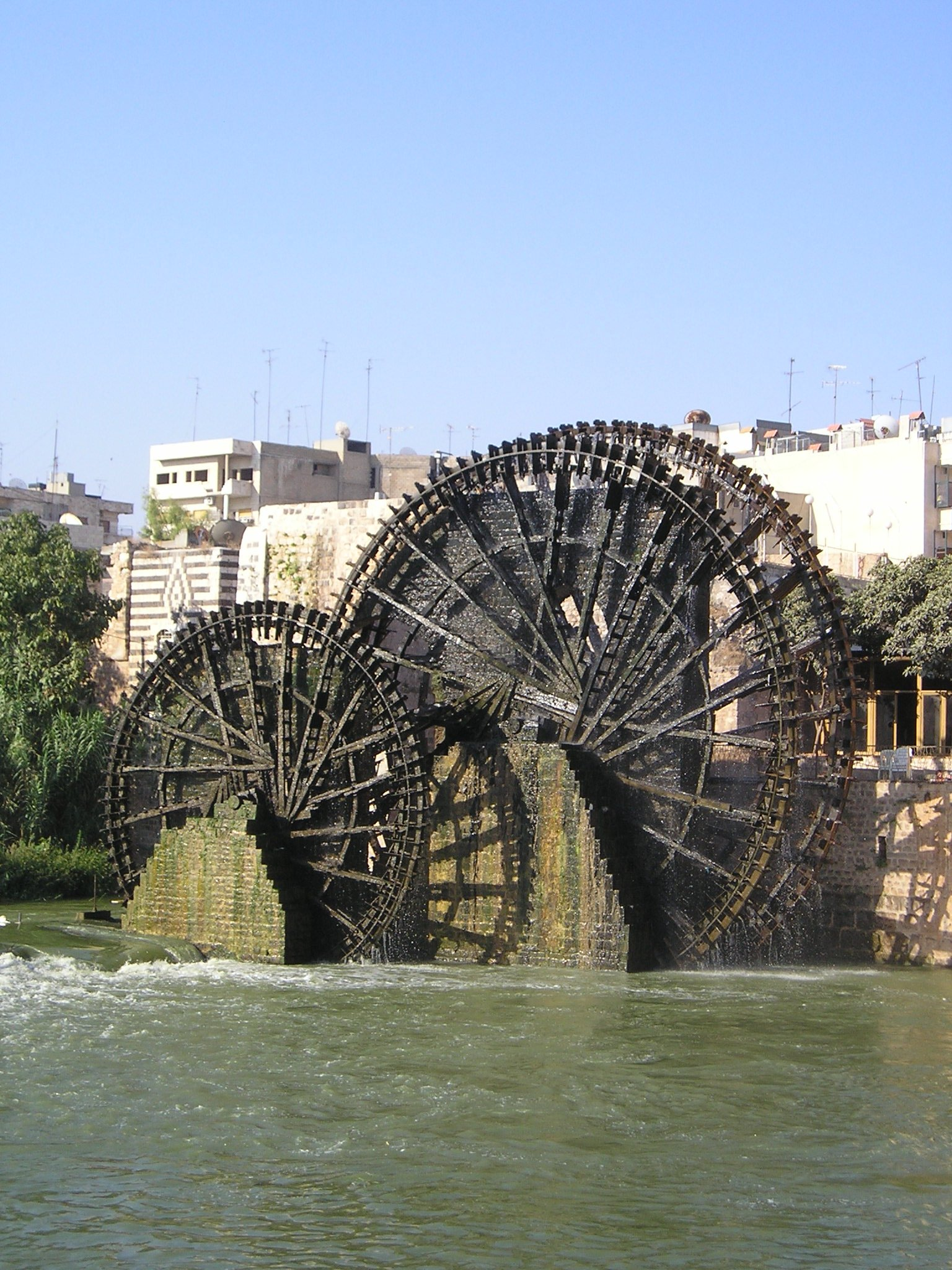
Una noria (rueda de agua) en Siria

La estructura general de la información agrícola en La agricultura nabatea no coincide con el contexto agrícola de Mesopotamia, lo que sugiere que el autor modeló el trabajo sobre textos de un entorno mediterráneo. Por ejemplo, el trabajo proporciona una cobertura limitada de azúcar, arroz y algodón, que fueron los cultivos locales más importantes en los siglos IX y X. El aceite de sésamo era más común en la región que el aceite de oliva, pero Ibn Wahshiyya escribe sobre el olivo durante 32 páginas, en comparación con una página para el sésamo. Sin embargo, las referencias geográficas y la información detallada sobre el clima, los programas de siembra, la salinidad del suelo y otros temas muestran que el autor tenía conocimiento de primera mano de las condiciones locales en las tierras bajas del centro de Irak cerca de Kufa.
El libro describe 106 plantas, en comparación con 70 en la Geoponica contemporánea, y ofrece información completa sobre sus características taxonómicas y usos medicinales. La sección sobre el cultivo de la palmera datilera fue una contribución importante y totalmente original, y el tratamiento extremadamente detallado de los viñedos se extiende a lo largo de 141 páginas. La lista de plantas exóticas, algunas de las cuales son nativas únicamente de la India o Arabia, puede haberse basado en las porciones de botánica de la Historia Natural del siglo I de Plinio .
En ciencia del suelo, la agricultura nabatea estaba más avanzada que sus predecesoras griegas o romanas, analizando los diferentes tipos de suelo de las llanuras mesopotámicas ( aluviales, nátricas y salinas ), Siria ( arcilla roja ) y las montañas Zagros del norte de Irak ( montaña tierra). Proporcionó recomendaciones precisas y originales sobre fertilizantes para el suelo. En el área de hidrología e irrigación, el texto ofrece "un tesoro de información, ideas y simbolismo sutil". Esto incluye material sobre cómo cavar y revestir pozos y canales, y descripción de norias (ruedas de agua). Finalmente, hay una sección sobre administración de granjas, que muestra evidencia de la influencia romana. En general, las contribuciones agronómicas de la agricultura nabatea son "sustanciales y de gran alcance, que incluyen datos tanto agronómicos como de historia natural desconocidos en la literatura clásica".

### Religión y filosofía
En varios pasajes, el libro describe las prácticas religiosas de las zonas rurales de Irak, donde el paganismo persistió mucho después de la conquista islámica. Algunas de las descripciones del libro sugieren vínculos entre el paganismo iraquí y la antigua religión mesopotámica . El culto reconoció siete deidades astrales primarias: el Sol, la Luna y los cinco planetas conocidos ( Júpiter, Saturno, Mercurio, Venus y Marte ). De estos, Júpiter y Venus eran buenos (los auspiciosos), mientras que Saturno y Marte eran malos (los nefastos). Todos los dioses están subordinados al Sol, el ser supremo. Hay otros dioses además de los siete; el texto describe las estrellas fijas como Sirio como dioses, y se refiere al dios mesopotámico Tamuz, así como a Nasr, una deidad árabe preislámica. La descripción de Ibn Washiyya del ritual de Tamuz es particularmente valiosa, ya que es más detallada que cualquier otra fuente árabe. En este ritual, la gente lloraba por Tamuz, quien fue "asesinado una y otra vez de formas horribles", durante el mes del mismo nombre . Ibn Wahshiyya también explica que los cristianos de la región tenían una práctica muy similar, la Fiesta de San Jorge, y especula que los cristianos pueden haber adaptado su costumbre del ritual de Tamuz.
Las opiniones filosóficas del autor son similares a las de la escuela neoplatónica siria fundada por Iamblichus en el siglo IV. El autor creía que a través de la práctica de rituales esotéricos, se podía lograr la comunión con Dios. Sin embargo, la cosmovisión del texto contiene contradicciones y refleja un autor filosóficamente "semi-aprendido". Uno de los pasajes filosóficos clave es un tratado sobre el alma, en la sección de viñedos, en el que el autor expresa doctrinas muy similares a las del neoplatonismo.
El autor a menudo describe la magia en una luz negativa ("Todas las operaciones de los magos son para mí odiosas") ya veces identifica a los magos con un grupo religioso rival, los "seguidores de Seth ". Para el autor, la magia consiste en oraciones a los dioses, la creación de talismanes y la manipulación de las propiedades especiales de las cosas. Estas propiedades especiales dependen de la configuración de los cuerpos astrales y pueden producir efectos como hacer invisible a alguien o atraer cabras y cerdos hacia alguien. Los efectos son específicos de ciertos artículos, por lo que las habas son capaces de curar el "amor agonizante", mientras que diez dirhams de azafrán molido mezclados con vino harán que cualquiera que lo beba se ría hasta morir. Algunos procedimientos mágicos se basan en la magia simpática en lugar de la astrología, como la técnica para restaurar un manantial que se está secando al hacer que mujeres jóvenes y hermosas toquen música y canten cerca del manantial. El ejemplo más espectacular de magia es el caso de un mago nabateo que logró crear un hombre artificial, en una historia similar a las tradiciones golem del judaísmo cabalístico.

### Folclore y literatura
El autor con frecuencia se aparta del tema principal para contar cuentos folclóricos, diciendo que los incluye tanto para instruir al lector como para entretener, porque "de lo contrario, la fatiga cegaría el alma [del lector]". Muchos de los cuentos se refieren a conceptos fantásticos como árboles parlantes o demonios . Otros tratan sobre personajes bíblicos o reyes antiguos, aunque los nombres de los reyes no son los de ningún rey histórico conocido, y los personajes bíblicos están alterados de sus formas habituales. Los cuentos a menudo están relacionados con la agricultura, como cuando Adán enseña a los caldeos a cultivar trigo, o el rey Dhanamluta planta tantos nenúfares en su castillo que "la sobreabundancia de nenúfares a su alrededor, tanto su olor como su vista, causó una enfermedad cerebral que le resultó fatal ". Hay algunas referencias a la poesía, y fragmentos de poesía de debate que se encuentran entre los primeros en la literatura árabe. poesía de debate es un género en el que dos opuestos naturales como el día y la noche disputan sus respectivas virtudes. Los ejemplos en el texto incluyen alardes de olivos y palmeras, y son similares en estilo al persa Drakht-i Asurig, un debate entre una cabra y una palmera. A veces, las historias ocultan un significado interno oculto, como en un texto que dice que la berenjena desaparecerá durante 3000 años. El autor explica que se trata de una expresión simbólica en la que los 3000 años significan tres meses, durante los cuales comer berenjena no sería saludable.

## Influencia

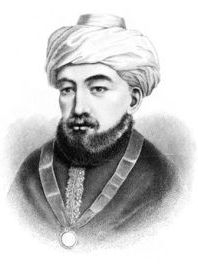
Representación de Maimónides del siglo XVIII

La agricultura nabatea es el libro más influyente sobre agricultura en árabe. Decenas de escritores lo utilizaron como fuente, desde la Edad Media hasta el siglo XVIII. Fue la primera obra agronómica que llegó a al-Andalus (la actual España y Portugal ), y se convirtió en un importante referente para los escritores del corpus agrícola andalusí . Ibn al-Awwam en su Kitab al-Filaha lo citó más de 540 veces. Otros que lo citaron incluyen a Ibn Hajjaj, Abu l-Khayr y al-Tighnari, e influyó en Ibn Bassal . La historia agrícola de Yemen no es bien conocida, pero la agricultura nabatea debe haber llegado a Yemen en la era de la dinastía Rasulid, como lo demuestran las citas en el trabajo de al-Malik al-Afdal al-Abbas ( muerto en 1376).
La agricultura nabatea también tuvo un impacto de gran alcance en la literatura oculta árabe y latina, a través de los fragmentos citados en el Ghayat al-hakim ("La meta de los sabios") por el mago, alquimista y experto en hadices cordobés Maslama al-Qurtubi ( murió en 964), una obra influyente sobre la magia que más tarde se tradujo al latín con el título de Picatrix.
En el siglo XII, Maimónides citó La agricultura nabatea en su Guía para perplejos, como fuente de religión pagana. Traducciones posteriores de Maimónides al latín tradujeron mal el nombre de la obra como De agricultura Aegyptiorum ("Sobre la agricultura egipcia"), lo que provocó que lectores como Gottfried Wilhelm Leibniz y Samuel Purchas se refirieran al libro con este título erróneo. . Según Ernest Renan, el libro también fue citado por Tomás de Aquino en el siglo XIII. En el siglo XIV, Ibn Jaldún mencionó la obra en su Muqaddimah, aunque creía que había sido traducida del griego.
También aparecen huellas de la influencia de Ibn Wahshiyya en la literatura española . Alfonso X de Castilla (1221-1284) encargó la traducción al español de un lapidario árabe (libro sobre piedras preciosas) a alguien llamado Abolays. Este lapidario cita La agricultura nabatea (llamándola La agricultura caldea ), y Abolays afirma, como Ibn Wahshiyya, haber traducido el lapidario de un idioma antiguo ("caldeo"). En el siglo XV, Enrique de Villena también conoció La agricultura nabatea y la hizo referencia en su Tratado del aojamiento y Tratado de lepra .

## Historia de la erudición moderna
Siglo XIX

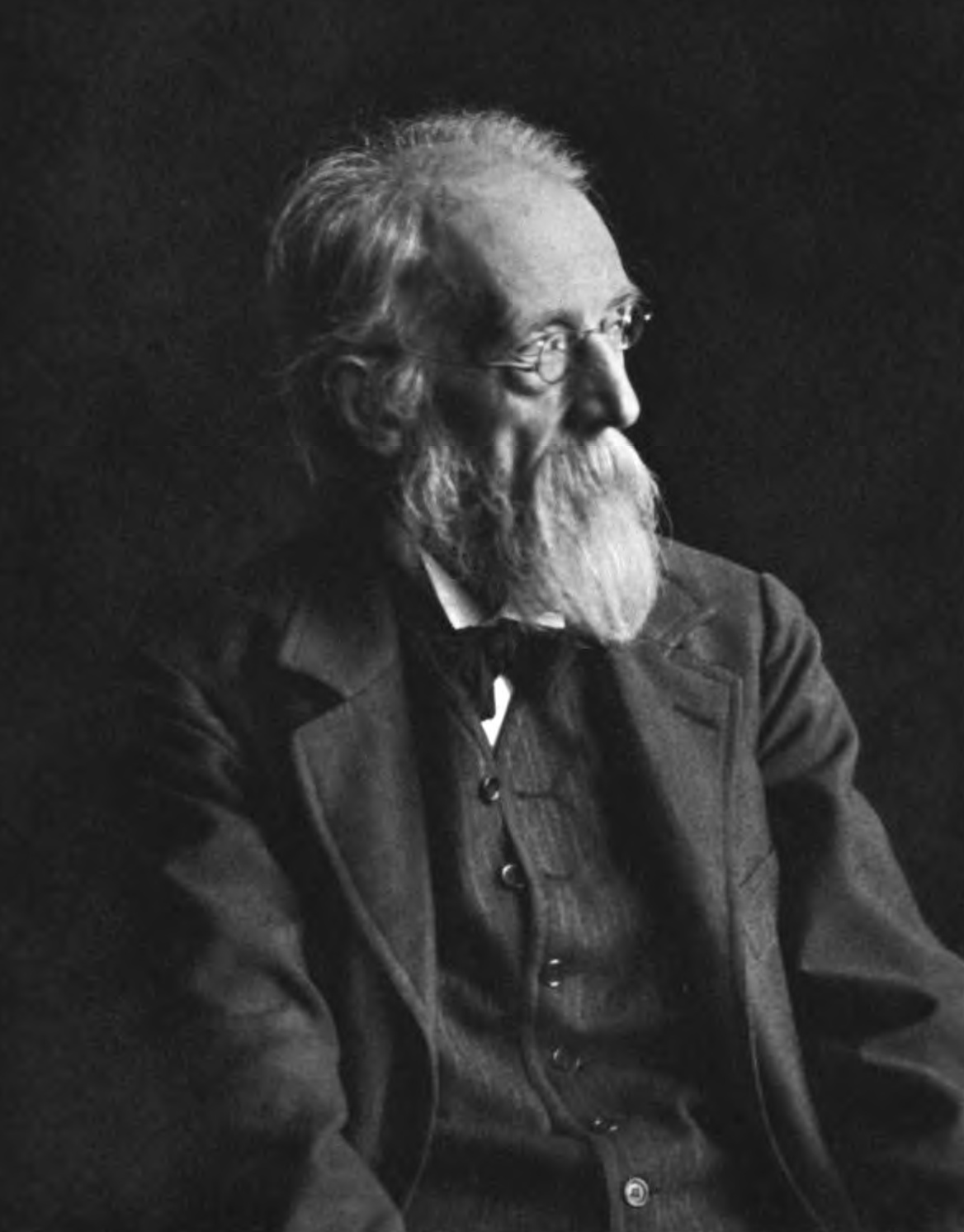
Theodor Nöldeke, un feroz crítico de La agricultura nabatea.

La agricultura nabatea fue introducida por primera vez en los estudios europeos en 1835 por el erudito francés Étienne Quatremère . Daniel Chwolson lo popularizó en sus estudios de 1856 y 1859, creyendo que proporcionaba información auténtica sobre la antigua Asiria y Babilonia . Fechó el texto original en el siglo XIV a. C. a más tardar. Sin embargo, sus puntos de vista provocaron una "reacción violenta" en la comunidad académica, y una serie de académicos se propuso refutarlo. El primero de ellos fue Ernest Renan en 1860, quien fechó la obra en el siglo III o IV. Fue seguido por Alfred von Gutschmid, quien mostró inconsistencias en el texto y lo declaró una falsificación de la era musulmana. En un artículo publicado en 1875, el eminente erudito alemán Theodor Nöldeke estuvo de acuerdo con Gutschmid en que la obra fue escrita originalmente en árabe, yendo tan lejos como para argumentar que Ibn Wahshiyya mismo era una ficción, y que el verdadero autor era Abu Talib al-Zayyat. Nöldeke enfatizó las influencias griegas en el texto, el conocimiento del autor de las calendas (una característica del calendario romano) y su uso del calendario solar de Edesa y Harran en lugar del calendario lunar islámico. El eventual desciframiento de la escritura cuneiforme mostró de manera concluyente que la agricultura nabatea no se basaba en una antigua fuente mesopotámica.
Siglos XX y XXI
El interés por el libro fue escaso durante la primera mitad del siglo XX. Martin Plessner fue uno de los pocos eruditos que le dedicó atención, en un artículo publicado en 1928. Toufic Fahd comenzó a estudiar el trabajo a fines de la década de 1960 y escribió muchos artículos en los que defendió la idea de que el texto no era una falsificación de Ibn Wahshiyya, sino que se basaba en un original preislámico. Fuat Sezgin también defendió la autenticidad de la obra como una traducción de una obra de los siglos V o VI, y publicó un facsímil del manuscrito en 1984, mientras que Fahd completó su edición crítica del texto entre 1993 y 1998. Mohammad El-Faïz apoyó los puntos de vista de Fahd y estudió el trabajo desde el punto de vista de la agricultura mesopotámica, publicando una monografía sobre el tema en 1995. A pesar del hecho de que varios eruditos ahora habían abogado por la autenticidad de la obra, los puntos de vista de Nöldeke todavía tenían más vigencia a principios del siglo XXI. Esto cambió cuando Jaakko Hämeen-Anttila, en su monografía publicada en 2006, argumentó extensamente que el trabajo bien podría haber sido una traducción auténtica del siríaco. La agricultura nabatea no se ha traducido a un idioma europeo en su totalidad, pero Fahd tradujo partes de ella al francés en sus artículos, y Hämeen-Anttila tradujo otras partes al inglés.

## Otras lecturas
- Meyer, Ernst (1856). Geschichte der Botanik [History of Botany] (en alemán) III. pp. 43-89.
- El-Samarraie, H. Q. (1972). Agriculture in Iraq during the 3rd century, A.H. Beirut: Librarie du Liban.
- Hämeen-Anttila, Jaakko (2006). The Last Pagans of Iraq: Ibn Waḥshiyya and His Nabatean Agriculture. Brill. ISBN 978-90-04-15010-2.
- Sezgin, Fuat (1996). Geschichte des arabischen Schrifttums, Band IV: Alchimie-Chemie, Botanik-Agrikultur. Bis ca. 430 He [History of Arabic Literature, Volume IV: Alchemy-Chemistry, Botany-Agriculture. Up to approx. 430 A.H.] (en alemán). Leiden: E. J. Brill. pp. 318-29. ISBN 978-90-04-02009-2.

## Ediciones
- Fahd, Toufic (ed.). L'Agriculture nabatéenne: Traduction en arabe attribuée à Abu Bakr Ahmad b. Ali al-Kasdani connue sous le nom d'lbn Wahshiyya. Damascus: al-Ma‘had al-‘Ilmī al-Faransī lil-Dirāsāt al-‘Arabīyah. (3 vols., 1993–1998.)

## enlaces externos
- Ibn Wahshiyya en el Filaha Texts Project - contiene bibliografía y lista de manuscritos
- Manuscrito digitalizado en la Biblioteca Estatal de Berlín, 1058
- Manuscrito digitalizado en la Biblioteca Estatal de Berlín, siglo XIV
- Biblioteca Bodleian MS. Huntington 326 - facsímil de un manuscrito árabe medieval que contiene el texto

- Datos: Q12900623